# カルヴィン・マーリン
カルヴィン・マーリン（Calvin Donovan Marlin、1976年4月20日 - ）は、南アフリカの元サッカー選手。元南アフリカ代表。ポジションはゴールキーパー。

## 来歴
2002年3月に南アフリカ代表デビュー。出場機会は無かったが、2002 FIFAワールドカップのメンバーにも選ばれた。その後、2005 CONCACAFゴールドカップやアフリカネイションズカップ2006にも出場した。2009年までに通算16試合に出場した。

## 代表歴

### 出場大会
- 南アフリカ代表
  - 2002 FIFAワールドカップ

### 試合数
- 国際Aマッチ 16試合 0得点（2002年-2009年）[1]

| 南アフリカ代表 | 国際Aマッチ | 国際Aマッチ |
| 年             | 出場        | 得点        |
| -------------- | ----------- | ----------- |
| 2002           | 2           | 0           |
| 2003           | 0           | 0           |
| 2004           | 0           | 0           |
| 2005           | 5           | 0           |
| 2006           | 7           | 0           |
| 2007           | 1           | 0           |
| 2008           | 0           | 0           |
| 2009           | 1           | 0           |
| 通算           | 16          | 0           |